# Dolgo Brdo pri Mlinšah
Dolgo Brdo pri Mlinšah este o localitate din comuna Zagorje ob Savi, Slovenia, cu o populație de 50 de locuitori.